# Kabinett Ikeda II (2. Umbildung)
Das Kabinett Ikeda II (2. Umbildung) wurde am 18. Juli 1962 in Japan von Premierminister Ikeda Hayato von der Liberaldemokratischen Partei (LDP) gebildet. Es löste das Kabinett Ikeda II (1. Umbildung) ab und blieb bis zum 18. Juli 1963 im Amt, woraufhin es vom Kabinett Ikeda II (3. Umbildung) abgelöst wurde.
Dem Kabinett gehörten folgende Mitglieder an:
| Amt                                                   | Amtsinhaber       | Beginn der Amtszeit | Ende der Amtszeit |
| ----------------------------------------------------- | ----------------- | ------------------- | ----------------- |
| Premierminister                                       | Ikeda Hayato      | 18. Juli 1962       | 18. Juli 1963     |
| Außenminister                                         | Ōhira Masayoshi   | 18. Juli 1962       | 18. Juli 1963     |
| Justizminister                                        | Nakagaki Kunio    | 18. Juli 1962       | 18. Juli 1963     |
| Finanzminister                                        | Tanaka Kakuei     | 18. Juli 1962       | 18. Juli 1963     |
| Bildungsminister                                      | Araki Masuo       | 18. Juli 1962       | 18. Juli 1963     |
| Minister für soziale Fürsorge                         | Nishimura Eiichi  | 18. Juli 1962       | 18. Juli 1963     |
| Minister für Landwirtschaft und Forsten               | Shigemasa Seishi  | 18. Juli 1962       | 18. Juli 1963     |
| Minister für Internationalen Handel und Industrie     | Fukuda Hajime     | 18. Juli 1962       | 18. Juli 1963     |
| Verkehrsminister                                      | Ayabe Kentarō     | 18. Juli 1962       | 18. Juli 1963     |
| Minister für Post und Telekommunikation               | Teshima Sakae     | 18. Juli 1962       | 18. Juli 1963     |
| Arbeitsminister                                       | Ohashi Takao      | 18. Juli 1962       | 18. Juli 1963     |
| Bauminister                                           | Kōno Ichirō       | 18. Juli 1962       | 18. Juli 1963     |
| Minister für lokale Selbstverwaltung                  | Shinoda Kosaka    | 18. Juli 1962       | 18. Juli 1963     |
| Leiter der Verteidigungsbehörde                       | Shiga Kenjiro     | 18. Juli 1962       | 18. Juli 1963     |
| Leiter des Wirtschaftsplanungsamtes                   | Miyazawa Kiichi   | 18. Juli 1962       | 18. Juli 1963     |
| Leiter der Behörde für die Entwicklung Hokkaidōs      | Kawashima Shōjirō | 18. Juli 1962       | 18. Juli 1963     |
| Leiterin der Behörde für Wissenschaft und Technologie | Kondo Tsuruyo     | 18. Juli 1962       | 18. Juli 1963     |
| Chefkabinettssekretär                                 | Kurogane Yasumi   | 18. Juli 1962       | 18. Juli 1963     |